# 南浦造船厂
南浦造船厂是位于北韓南浦市港口區域的一個造船廠。火車可以通過平南線抵達南浦造船厂。该造船厂原址是一家小型炼铁厂，後來该厂變成一家造船厂，并于1948年建造了第一艘千吨级船舶。此后这里又建造了排水量超过万吨的船舶。後來該造船廠又開始造朝鮮人民軍海軍的軍艦。